# 渡辺和昭
渡辺 和昭（わたなべ かずあき、1959年6月28日 - ）は、アナウンサー。元日経ラジオ社（ラジオNIKKEI）取締役。東京都渋谷区出身。

## 人物・来歴
東京都立秋川高等学校、横浜国立大学経営学部卒業。1984年入社。同局の『中央競馬実況中継（第1放送）』の進行を担当。
競馬以外のレギュラー番組としては、『渡辺和昭のしゃべってしゃべって60分』、『渡辺和昭の与太郎ラジオ』などに出演。
2015年6月29日付で、スポーツ情報担当の執行役員に就任。執行役員就任後も番組出演を続けていたが、2年後の2017年6月29日付で取締役に就任したことに伴いアナウンス業務を一旦離脱した（ただし局ホームページには局アナとして引き続き掲載されていた）。
2019年6月28日、自身の60歳の誕生日をもって、日経ラジオ社を退職した。退職当日には『うまきんIII』に最後の出演をしている。

## エピソード
- プロ野球は横浜DeNAベイスターズの大ファンで、時間があるときは横浜スタジアムに足を運んでいる[9]。
- 無類のハロプロ（最初はあややファンだったが、のちにハロプロ全体に広がり、℃-ute（とくに矢島舞美）・真野恵里菜・アップアップガールズ（仮）の佐保明梨）ファンでも知られ、同僚の中野雷太・小塚歩・ラジオNIKKEI社員などの『しゃべって』出演者や、群馬テレビ報道制作部報道特任部長（2016年現在）の大谷清美とともにハロプロ三昧の日々を送っている。
- 「どうなのよ」が口グセであり、また同局の「競馬実況ホームページ」の「アナウンサーコラム」などでの書き出しは決まって「いやーまいったな」である（ただし競馬ブックでのコラムは除く）。
- その一方で本業には真剣で、かつて競馬実況での言い回しをめぐり、実況を担当した中野を取材のテレビカメラが入っている目の前で激しく叱責するといった一面も見せた[10]。
- 渡辺自身、ばんえい競馬のイベントにもたびたびゲスト出演し、協賛レースで「渡辺和昭生誕50周年記念」を申し込むほどのばんえい好きである[11]。

## GI実況履歴
- フェブラリーステークス（2002年）
- 皐月賞（1994年）
- 安田記念（1997年-1999年、2003年）
- スプリンターズステークス（1997年-1999年）
- ジャパンカップダート（2000年）
- 朝日杯フューチュリティステークス（1991年、1995年-1996年、2002年）

## 過去の出演番組
- めざましテレビ (フジテレビ、2001年4月 - 2017年6月30日)
- 中央競馬中継
- 中央競馬ワイド中継 (独立UHF放送局、2002年4月 - 2010年12月 土曜日担当）
- 関西すうどんラジオ（ラジオたんぱ時代）
- 関東おでんラジオ
- おはようパンたオジら![2]
- たまらなくベスト5[2]
- ミュージックギャラリー カボと実可子のアレ聞いている![2]
- 不安解消!社会人の燃えるメール塾
- 自見はなこのメディカル&ヘルスカフェ（第1放送 水曜12:20）
- 渡辺和昭のしゃべってしゃべって60分（第1放送 祝日特別番組として随時）
- うまきんIII（毎週金曜日）
- 渡辺和昭の与太郎ラジオ（同局の携帯各社公式サイト「ラジオNIKKEIモバイル」有料加入者向けオンデマンド限定番組。祝祭日をのぞく平日夕方更新）

他多数